# Усенко Іван Степанович
Іва́н Степа́нович Усе́нко  (27 березня 1906 , Келеберда, Канівський район  — 17 листопада 1987 ) — український геолог-петрограф, доктор геолого-мінералогічних наук (1960), професор, член-кореспондент АН УРСР (з 1967).

## Біографія
Іван Степанович Усенко народився 1906 року в селі Келеберда нині Канівського району Черкаської області в сім'ї сільського вчителя.
У 1926 р. закінчив сільськогосподарську професійну школу у м. Золотоноші. Вищу освіту
У 1932 р. закінчив Київський гірничий інститут, потім аспірантуру при цьому інституті.
У 1949—1968 рр. завідувач відділу петрографії Інституту геологічних наук АН УРСР.
Від 1968 р. — керівник відділу Інституту геохімії і фізики мінералів АН УРСР.
У 1949—1956 рр. — Завідувач кафедрою петрографії Київського університету.
З 1966 р. — голова Української секції регіональної петрографічної ради Європейської частини СРСР. Делегат XXI сесії Міжнародного геологічного конгресу (Данія, 1960), ХХІІІ сесії
МГК (Чехословаччина, 1968) та XXIV сесії МГК (Канада, 1972).

## Науковий доробок
Область наукових інтересів: петрографія магматичних і метаморфічних порід, стратиграфія й тектоніка докембрію, мінералогія породоутворюючих мінералів.
Праці з петрографії, стратиграфії і металогенії Українського кристалічного масиву.
Досліджував основні і ультраосновні породи раннього докембрію. Показав, що метабазити Придніпров'я утворилися внаслідок матаморфізації основних магматичних порід. Детально дослідив
порід побузький нікеленосний район. На підставі петрохімічних даних він дійшов висновку, що ультраосновні породи Побужжя належать до диференціантів базальтової лави. Показав, що ці породи утворюють єдину офіолітову формацію, в якій виділяються дві субформації — габро-базальтова і габро-перидотитова. Встановив, що базальтові магми архею Українського щита були більш основними, ніж магми наступних геологічних періодів. Обґрунтував критерії пошуку нікеленосних ультрабазитів Українського щита, пов'язаних з основними породами.
Зробив вагомий внесок у теорію гранітоутворення. Запропонував гіпотезу походження
чарнокітів, доводячи, що чарнокіти входять до складу вулканогенно-теригенної формації й утворю-
ються за рахунок продуктів дезінтеграції основних ефузивів. Опрацював класифікацію гранітоїдів. Він поділяє гранітоїди на метасоматичні й магматичні. Останні можуть бути автохтонними і аллохтонними. За віком він виділив чотири групи гранітоїдів: архейську, архей-нижньопротерозойську, нижньопротерозойську, нижньо-середньопротерозойську.
Одним із перших в Україні почав розробляти петромінералогію. Уперше виявив головні тенденції зміни складу рогових обманок відповідно до зміни фізико-хімічних умов.
Запропонував оригінальну схему мінеральних фацій метабазитів і метаультрабазитів. Класифікація побудована на основі вивчення змін мінеральних парагенезисів у зв'язку зі зміною величин хімічних потенціалів Н2О, СО2, Na2О, К2О.
Опрацював формаційний аналіз. В археї виділив групу магматичних формацій (метабазитова, габро-перидотитова, мігматитова, граніто-батолітова) і осадово-метаморфічні формації (чарнокітова, графітових і силіманітових гнейсів, перекристалізованих вапняків). Геологічні формації визначено як закономірні природно-історичні парагенезиси порід певної палеофаціальної обстано-
вки.
І. С. Усенко — ініціатор розвитку в Україні нової галузі промисловості — кам'яного лиття.

### Праці
- монографія «О генезисе чарнокитов Украинского кристаллического щита» (1956)
- монографія «Основные и ультраосновные горные породы бассейна Южного Буга» (1958)
- монографія «Петрургическое сырье Украинского кристалличнского щита» (1959).
- Докторська дисертація «Основные и ультраосновные породы Западного Приазовья» (1960)
- монографія «Основные и ультраосновные породы Западного Приазовья» (1960)
- монографія «Формації Українського щита» (1963)
- монографія «Биотиты докембрия» (1972)
- монографія «Классификация геологических формаций Украинского щита» (1974)

## Звання, відзнаки, нагороди
Учасник другої світової війни. Нагороджений багатьма бойовими і трудовими орденами
й медалями.
Лауреат Державної премії УРСР (1981) і премії імені В. І. Вернадського
(1975), Заслужений діяч науки УРСР (1986).